# Маклаков, Николай Васильевич
Никола́й Васи́льевич Маклако́в (1811 или 1813 — 9 февраля (21 февраля) 1882) — русский писатель, врач по профессии.

## Биография
Родился в селе Моховое Чернского уезда Тульской губернии в семье помещика в 1813 или 1811 году.
В 1831—1836 учился на медицинском факультете Московского университета; по окончании проходил практику в московской Мариинской больнице. С 1840 года служил «городовым врачом» в Ефремове Тульской губернии. В 1844 году вернулся в Москву для приобретения учёной степени при Московском университете; во время холеры в 1847 году работал врачом в холерной больнице (имея шестерых детей). С 1848 года служил сверхштатным лекарем московских театров, в 1858 году вышел в отставку.
В 1860-е годы сблизился с кругом любителей русской истории и древностей, участвовал в 1-м Археологическом съезде в Москве в 1869.
Николай Васильевич Маклаков серьёзно интересовался русской историей и фольклором, дружил с В. Ф. Одоевским, А. А. Майковым, М. П. Погодиным.
Умер в 1882 году в Москве.

## Сочинения
- В журнале «Галатея» печатал стихи в 1839 и 1840.
- Написал драму «Богдан Хмельницкий» (1871), которая была поставлена в Малом театре с участием М. Н. Ермоловой,
- Перевёл микроцикл трагедий Шекспира с английского в начале 1880-х годов — «Гамлет» и предположительно «Юлий Цезарь» (обе — 1880), «Кориолан» (1881) и «Отелло» (1882).
- Издал «Письма о гомеопатии» (М., 1852), где показал себя последователем Ганнемана[5].
- Автор книг о медицине, сказок и исторических драм.